# Марјан Нгуаби
Марјан Нгуаби (фр. Marien Ngouabi; 31. децембар 1938 — 18. март 1977) био је председник Народне Републике Конго и секретар Радничке партије Конга.

## Биографија
Рођен је 1938. године у Омбелеу, у тадашњој француској колонији, Француској Екваторијалној Африци. Од 1947. до 1953. године, похађао је основну школу у Ованду. Године 1953, уписао је војну школу у Бразавилу, а 1957. је послат у Буар (Централноафричка Република).
После служења у Камеруну од 1958. до 1960, похађао је војну школу у Стразбуру у Француској. Вратио се у Конго 1962. године као нижи поручник и био смештен у гарнизону Понт-Ноар. Године 1963, промакнут је у чин поручника.
Године 1965, образовао је први паравојни батаљон у Републици Конго. Познат као уверени левичар, био је деградиран у чин војника друге класе, јер је одбио да поновно служи у Понт-Ноару. Председник Алфонс Масамба-Деба дао је ухапсити Нгуабија 29. јула 1968. године.

### Председник
Хапшење Нгуабија подстакло је ширење незадовољства међу војницима, који су га ослободили 31. јула. Дана 5. августа, основано је Национално револуционарно веће на челу с Нгуабијем. Масамба је дао оставку 4. септембра, а функцију вршиоца дужности преузео је дотадашњи премијер Алфред Раул. Дана 31. децембра, Револуционарно веће постало је врховни владајући орган у држави, док је Нгуаби као вођа већа преузео функцију председника.
По доласку на власт, Нгуаби је име земље променио у Народна Република Конго, и прогласио ју првом марксистичко-лењинистичком државом у Африци. Био је оснивач Радничке партије Конга, владајуће и једине дозвољене партије у држави.
Фебруара 1972, против њега је покушан пуч, што је покренуло вал чистки међу опозицијом. Постоје нагађања д су неке од покушаја свргавања Нгуабија финансирали сами Французи, пошто је одбио њихову понуду да од Анголе анектира енклаву Кабинда. Јула 1973, посетио је Народну Републику Кину.
Дана 30. децембра 1974, Нгуаби је поновно изабран за секретара Централног комитета Радничке партије Конга, а 9. јануара 1975. преузео још један председнички мандат. Исте године, потписао је споразум о економској помоћи са Совјетским Савезом.

### Атентат
Дана 18. марта 1977. године, Нгуаби је смртно страдао у атентату, који је на њега починио један командос-самоубица. Особе осумњичене за учешће у атентату су осуђене, а неке од њих су смакнуте, попут бившег председника, Алфонса Масамбе-Дебаа.
Привремену власт добио је тзв. Војни комитет Радничке партије Конга, на челу са Јоакимом Јомби-Опангом.

## Наслеђе
Дан 18. март се у Републици Конго комеморише као Дан Марјана Нгуабија.
Једини универзитет у земљи носи име Универзитет „Марјан Нгуаби“, у Бразавилу.
Његово тело сахрањено је у маузолеју у Бразавилу.